# Joël Henry (football)
Pour les articles homonymes, voir Joël Henry et Henry.
Joël Henry est un footballeur français né le 19 avril 1962 à Armentières (Nord).

## Biographie
Il évolue comme milieu de terrain au SEC Bastia avec lequel il remporte la Coupe de France en 1981, alors qu'il n'a que dix-neuf ans.
Il évolue ensuite dans plusieurs autres clubs, et termine sa carrière professionnelle après quatre saisons au FC Nantes, en 1992.
Il inscrit un total de 51 buts en Division 1.

## Carrière de joueur
- 1980-1981 :  SEC Bastia
- 1981-1983 :  Lille OSC
- 1983-1986 :  Brest Armorique FC
- 1986-1987 :  OGC Nice
- 1987-1988 :  Sporting Toulon Var
- 1988-1992 :  FC Nantes[1]

## Palmarès
- International espoir français
- Vainqueur de la Coupe de France 1981 avec le SC Bastia

## Source
- Col., Football 84, Les guides de l'Équipe, 1983, cf. page 15
- Col., Football 89, Les Guides de l'Équipe, 1988, cf. page 29